# Revelle-Faktor
Der Revelle-Faktor ist eine Maßeinheit in der Ozeanographie.
Der Revelle-Faktor beschreibt das Verhältnis der unmittelbaren relativen Änderung des Partialdrucks von Kohlenstoffdioxid (CO2) in der flüssigen Phase zur relativen Änderung des insgesamt anorganisch darin gelösten Kohlenstoffs DIC (=dissolved inorganic carbon). Unmittelbar meint dies das sich schnell einstellende chemische Gleichgewicht mit gelöstem Karbonat und Hydrogenkarbonat, ohne z. B. den Auf- oder Abbau von Kalkskeletten von Meeresbewohnern. Der Revelle-Faktor beeinflusst die Verteilung von CO2 zwischen der Atmosphäre und der gemischten Oberflächenschicht und damit die Kinetik der CO2-Aufnahme durch das Tiefenwasser.
Der Revelle-Faktor wurde nach dem Ozeanographen Roger Revelle benannt, der zu den ersten Wissenschaftlern zählt, der die globale Erwärmung erforschte.
Revelle-Faktor R = {\displaystyle {\frac {\Delta [\mathrm {CO} _{2}]/[\mathrm {CO} _{2}]}{\Delta [DIC]/[DIC]}}}

## Thermodynamik
Um in den Ozean zu gelangen, muss Kohlenstoffdioxid-Gas in eine dieser Komponenten von Kohlensäure übergehen: Karbonat-Ion, Hydrogenkarbonat-Ion oder protonierte Kohlensäure; das Produkt dieser chemischen Löslichkeitskonstanten bedingt einen „Gegendruck“, der die Geschwindigkeit begrenzt, mit der Kohlenstoffdioxid in die Ozeanoberfläche gelangen kann.

## DIC
Die Art des DIC, die im Ozean-Wasser vorliegt, hängt von der Alkalinität des Systems ab und wird anhand des Bjerrum-Plots unten illustriert. Karbonat dominiert in Umgebungen mit höherem pH-Wert, wohingegen Kohlenstoffdioxid in Umgebungen mit niedrigem pH-Wert vorherrscht (saures Milieu). Hydrogenkarbonat-Ionen sind in Gewässern mit mittlerem pH-Wert im Überschuss vorhanden. Mit sinkendem pH-Wert liegt DIC vermehrt in Form von CO2 vor, wodurch der Partialdruck von CO2 (pCO2) und der Revelle-Faktor steigen.
Ein erhöhter Revelle-Faktor (auch: Puffer-Faktor) entspricht einem abnehmenden Puffer-Effekt, was für eine gegebene Erhöhung des atmosphärischen CO2-Gehalts nur noch zu einer geringeren Aufnahme von CO2 aus der Atmosphäre führen würde und somit auch zu einer geringeren Abnahme des pH-Werts.
Die Grafik stellt den molaren Anteil von Karbonat-Arten im Meerwasser über die jeweiligen pH-Werte dar, wobei die Salinität auf 5000 ppm und die Temperatur auf 25 °C festgelegt wurden. Zu beachten ist, dass Temperatur und Salinität das Vorliegen von Karbonat-Arten beeinflussen und regional wie auch saisonal variieren können.
DIC und Alkalinität regeln über den pH-Wert die karbonat- und säurebasierte Chemie in den Weltmeeren, einschließlich des Revelle-Faktors: Das Verhältnis des DIC zur Gesamtalkalinität und die Veränderungen in pCO2 sind die Hauptursachen für die Variabilität des Revelle-Faktors. Höhere Werte des DIC ergeben einen niedrigeren Revelle-Faktor und folglich einen größeren Puffer-Effekt. Höhere Werte von pCO2 haben einen größeren Revelle-Faktor zur Folge, was eine positive Rückkopplung darstellt, und führen in der Folge zu einem geringeren Puffer-Effekt. Werte des Revelle-Faktors in den Ozeanen liegen gegenwärtig zwischen 8 und 13.

## Anthropogenes CO2
Die Fähigkeit von Ozeanwasser, überschüssiges (anthropogenes) CO2 aufzunehmen, ist umgekehrt proportional zum Revelle-Faktor. Es ist daher in den Ozeanen von heute möglich, die sich bei Vorliegen von chemischen Gleichgewicht ergebende Konzentration anthropogenen CO2 durch Bestimmung des Revelle-Faktors zu berechnen; je geringer der Revelle-Faktor, desto größer die Menge an anthropogenem CO2. Niedrige Revelle-Faktoren können typischerweise in wärmeren tropischen bis subtropischen Gewässern gesehen werden, wohingegen hohe Revelle-Faktoren in den kälteren, in hohen Breiten gelegenen Gewässern des Nordatlantik angetroffen werden. Der Nordpazifik hat höhere Revelle-Faktoren und einen geringeren Anteil an anthropogenem CO2. Dies ist der Tatsache geschuldet, dass aufgrund des niedrigeren Salzgehalts die Alkalinität im Nordpazifik um 100 µmol kg−1 geringer als im Nordatlantik ist.

## Der Revelle-Effekt
Der Revelle-Effekt beschreibt, wie ein lediglich geringer Teil an pCO2 in den Ozeanen vorgefunden wird, auch wenn viel größere Mengen in die Atmosphäre eingetragen werden. In Abhängigkeit von der Alkalinität von Wasser ist DIC entweder in Form von CO3, HCO3 oder CO2 vorhanden. Wenn der pH-Wert hoch ist (basisch), ist der Revelle-Faktor niedrig (der Puffer-Effekt groß), weshalb der größte Teil von DIC in Form von HCO3 oder CO3 vorliegt und nicht in Form von CO2. Daher gilt: Je größer der Puffer-Effekt (geringer der Revelle-Faktor) ist, desto mehr liegt DIC in Form von CO2 oder HCO3 vor, was letztlich die pCO2-Niveaus in beiden Reservoirs verringert, in der Atmosphäre, wie auch im Ozean.